# Amos Kasz
Amos Markowicz Kasz (ros. Амос Маркович Каш; ur. 15 czerwca 1868 w Petersburgu, zm. 4 grudnia 1948 w Moskwie) – rosyjski strzelec sportowy, medalista olimpijski.
Brał udział w igrzyskach olimpijskich w 1912 roku, startując łącznie w 3 konkurencjach. W pistolecie dowolnym z 50 metrów zajął 46. miejsce. Z kolei w pistolecie pojedynkowym indywidualnie był 28., a w konkurencji drużynowej zdobył srebrny medal olimpijski (wraz z Nikołajem Mielnickim, Pawłem Wojłosznikowem i Gieorgijem Pantielejmonowem). Jest to jego największy sportowy sukces w karierze. 
Po 1917 roku był jednym z instruktorów piechoty sowieckiej. W 1923 roku był mistrzem ZSRR w strzelectwie, zdobywał także podia w innych zawodach wewnątrzkrajowych. Był w stopniu kapitana, służył w Kronsztadzie. W niektórych publikacjach jego nazwisko pisane jest dodatkowo z przedrostkiem oddzielnym de (Amos de Kasz). Może to oznaczać, że Kasz miał francuskich przodków.